# ヤンキー母校に帰る
『ヤンキー母校に帰る』（ヤンキーぼこうにかえる）は、北海道余市郡余市町に所在する北星学園余市高等学校と、卒業生で母校の教師となった“ヤンキー先生”こと義家弘介（現：自由民主党衆議院議員）を、北海道放送（HBC）が長期取材を行い制作し全国放送されたドキュメンタリー番組。および、それを原案としてTBS系で放送されたテレビドラマ。本項目では、主にテレビドラマについて詳述する。

## 原案・ドキュメンタリー番組
連続ドラマの原案は、北海道放送（HBC）が制作し2003年にTBS系列で全国放送したドキュメンタリー番組『ヤンキー母校に帰る』、義家弘介の著書『不良少年の夢』（光文社刊）『ヤンキー母校に生きる』（文藝春秋刊）。ドキュメンタリー番組『ヤンキー母校に帰る』（2003年4月9日全国放送）『ヤンキー母校に生きる』（2003年10月3日全国放送）は、HBCが15年以上に及ぶ長期取材を行い制作したもの。HBCはテレビドラマ版にも制作協力しており、HBCのプロデューサーも名を連ねているほか、ドキュメンタリー版もHBCがDVD化し発売している。

## テレビドラマ

### 連続ドラマ
2003年10月10日から12月12日まで毎週金曜日22:00 - 22:54に、TBS系「金曜ドラマ」枠で放送された。主演は竹野内豊。
北海道余市町に実在する北星学園余市高等学校をモデルに制作したドラマ作品。竹野内豊演じる元ヤンキーで熱血教師の吉森真也が、生徒のいじめ・家庭問題・リストカット・喫煙・妊娠・違法薬物等の問題と真っ向から向き合う物語。後に主役級となった俳優が多数出演している。

#### キャスト

##### 北友学園余市高等学校

###### 教職員
- 吉森真也〈32〉 - 竹野内豊
北友学園余市高校新任教師で元ヤンキーの熱血教師。3年C組副担任の政治経済担当。北友余市の卒業生で、学生時代は金井下宿で生活し、安藤のクラスの生徒だった。暴力事件を起こす粗暴な不良だったが、安藤や岩崎に支えられた事で更生し、教師になった。常に生徒の身になって行動している。自身の生徒である氏家に高校時代の自分を重ねている。
- 安藤由紀子 - 余貴美子
北友学園余市高校3年B組正担任であり学年主任の数学担当。吉森の学生時代の担任であり恩師。冷静で的確な統率力や判断力を持ち、吉森を初めとした教え子達を信じ続けている。
- 岩崎達 - 原田芳雄
北友学園余市高校3年C組正担任の社会経済担当。吉森の恩師。吉森の高校時代、吉森の同級生が他校生徒との喧嘩をしに行った時に吉森が助けに行った事があり、その時に喧嘩を止めに来た岩崎に吉森が暴行を加えて入院させたが、あと1度騒ぎを起こせば退学になっていた吉森に暴行を受けた事を誰にも口外しなかった事により、吉森は岩崎に恩義を感じるようになった。教師になった吉森の北友学園赴任後に岩崎が脳内出血で倒れた後、吉森は岩崎が3年間育て上げた3年C組を守ろうと決意する。
- 屋敷哲治〈23〉 - 相葉雅紀（嵐）
北友学園余市高校新任教師。3年B組副担任の国語担当。吉森の同期で相棒的存在。不器用な性格であり、赴任後はトラブルを起こしていたが、物語が進むに連れて同僚や生徒と信頼を築いていき、教師として成長していく。生徒想いであり、大麻事件では村瀬元哉を最後まで信じていた。
- 伊賀上直樹 - 平泉成
北友学園余市高校の生活指導部長。岩崎の脳内出血による入院後は3年C組正担任。英語担当。
- 加賀千秋 - 氏家恵
北友学園余市高校3年A組正担任の体育担当。
- 猿渡誠 - 温水洋一
北友学園余市高校3年D組正担任の理科担当。長年結婚できなく、お見合いをしている。
- 早乙女校長 - 唐十郎
北友学園余市高校校長。教え子が暴力団と関わっていた時に暴力団事務所に教え子を助けに行き、ヤクザに刃物で攻撃された傷跡が腕に残っている。

###### 3年C組主要生徒
- 氏家徹〈18〉 - 市原隼人
3年次からの編入生で金井下宿生。3年C組で最初に吉森に心を開いた生徒であり、吉森自身や安藤や岩崎は氏家に高校時代の吉森の面影を感じている。父親はニュースキャスターであり、両親はいつ離婚してもおかしくない関係である。編入前は家庭内暴力を振るっていたり、3年間引きこもりであった事が1話にて明かされている。戸籍上の苗字は「菅野」であり、父親の仕事に支障が出るため、戸籍上の苗字を母親の旧姓である「菅野」に変更するように父親に頼まれて変更したため、菅野と呼ばれる事に対して過剰反応する。逃亡した自分を最後まで探し続けてくれた吉森を信頼するようになり、自分自身や未来を変えようと決意する。
- 古賀なな恵〈18〉 - SAYAKA（神田沙也加）
常本あかねとは親友。友人想いの心優しい性格。両親は教師であり、リストカットの癖がある。
- 常本あかね〈19〉 - 加藤夏希
入学前は不良だった。岩崎を誰よりも慕っている。最初は吉森に反発していたが、いじめ事件を機に吉森を信頼するようになる。
- 奥村和人〈26〉 - 永井大
3年次からの編入生で金井下宿生。編入前は元ヤクザだったが、嫁と娘2人のためにヤクザを離脱した。屋敷とのトラブルで自分を庇ってくれた吉森を信頼しており、3年C組で唯一最初から吉森に反発しなかった生徒である。3年C組の生徒達を自分の弟や妹だと思っており、兄貴分として「かっちゃん」と呼ばれて慕われている。高校を卒業してまともな仕事に就き、離婚した嫁と娘を迎えに行く事が夢である。
- 遠田ユキ〈18〉 - 市川由衣
3年次からの編入生。結婚したばかりの兄がおり、幼い頃に父親と離婚した母親に兄と引き取られたが、母親が再婚し、母親が相手の連れ子ばかりを可愛がるようになり、兄と一緒に家を出た。母親に対しては相当嫌悪しており「あの女」と呼んでいる。千葉と交際しており、千葉との子を妊娠する事になる。出産のために退学し、金井下宿で働くようになる。
- 千葉健太郎〈19〉 - 忍成修吾
3年次からの編入生で金井下宿生。学校一の秀才であり、前の学校に反発したために退学となり、まともな高校生活を送るために北友学園に編入して大学受験を目指していたが、交際していた遠田が妊娠したために葛藤するも、遠田と共に退学する道を選び、大検と大学受験を目指しながら小野寺牧場で働くようになる。
- 嶋田哲希〈21〉 - 石垣佑磨
金井下宿生。3年C組では年長者の1人であり、クラスのムードメーカー。見た目はチャラ男であるが、吉森からは「バカだが少しは考えるバカ」と評されており、トラブルを起こした年下の氏家や元ヤクザで年上の奥村に上手く接したり、合唱コンクールの練習では中心的存在となったり、冷静さも持っている。理容店を営む母親に立ち直った自分を見せる事が夢。最後の大麻事件を機に吉森を心から信頼するようになる。
- 作田久美子〈18〉 - 大塚ちひろ
中学時代は強豪陸上部に所属していた有力選手であったが、大会の事件をきっかけに対人恐怖症を発症した。この影響もあり、札幌の自宅から通学している。
- 大日向順一〈18〉 - 柄本佑
金井下宿生。睡眠障害で夜にならないと起きない。朝は起きる事ができず、嶋田に背負われて登校したり、金井に学校まで送ってもらっている。授業中は机の上に伏せて寝ている。
- 鳥居わかな〈19〉 - 邑野未亜
3年B組の二戸と交際していたが浮気相手に乗り換え、その浮気相手に勧められた大麻に手を出してしまう。
- 佐藤保 - 舛岡嶺
金井下宿生。金井下宿に戻ってきた氏家に逸早く親しく接した。
- 山口楓〈18〉 - 伊藤梨恵
3年次からの編入生で遠田の親友。元引きこもり。

###### その他の3年C組生徒
- 相川浩実 - 宮田大三
- 阿部優夏 - 竹村愛美
- 井口大 - 三上大和
地元では暴走族。3年C組の中でも非常に悪質な生徒であり、夏休みには地元に戻って暴走族の集会に参加していた。事ある毎に暴言を吐く悪癖があり、6話で吉森には「こいつ頭にヤキ回ってる」、5話で作田には「久美子は誰にも喋らない」等と罵ったり、大麻事件では自身が置かれた立場を理解せず、鳥居に「秀雄（二戸には）から（別の男に）乗り換えた」と罵っていた。
- 大竹修司 - 上吉原陽
- 緒方薫 - 青木紗知歩
- 鬼塚誠 - 池山孝明
- 菊池愛 - 三村恭代
- 北村慎吾 - 伊藤隆大
- 貴船千晴 - 小高早紀
- 久米貴明 - 徳山秀典
- 小暮太一 - 渡辺卓
- 澤田ミカ - 高瀬友規奈
- 東海林稔 - 宮崎将
- 末広礼二 - 星大雄
- 手塚真弓 - 松下萌子
- 萩原敬輔 - 植田健
- 橋爪信彦 - シンスケ
- 伴正則 - 湯山大一郎
- 向井宏之 - 日高圭智
- 毛利美鈴 - 村田玲菜
- 八十島彰 - 村瀬純平
- 六条高志 - 長谷拓也
- 渡辺桃子 - 住吉玲奈

###### 3年B組生徒
- 二戸秀雄 - 速水もこみち
金井下宿生。母親は自衛隊パブを営んでいる。タバコ事件を機に母親に楽をさせようと決意する。
- 村瀬元哉 - 小池徹平
金井下宿生。大麻事件で体を張って最後まで自分を信じてくれた担任の屋敷を信頼するようになる。

##### 金井下宿
- 金井小夜子 - 市毛良枝
金井下宿の寮母。吉森の高校時代の恩人であり、吉森が教師となって余市に戻ってきた後も吉森に食事を振る舞って支えている。
- 金井志穂〈32〉 - 篠原涼子
小夜子の娘。吉森とは北友学園余市高校時代の同級生。離婚して実家に戻り、金井下宿を手伝っている。昼間は北友余市の購買部で働いている。教育の最前線で戦う吉森を支え続けている。
- 金井双葉 - 松尾瑠璃
志穂の娘。

##### その他
- 氏家牧子 - 永島暎子
徹の母。
- 氏家敬治 - 大和田伸也
徹の父。
- 橋本亜紀 - 西山繭子
和人の離婚した妻。
- 嶋田哲希の母 - 高畑淳子
- 小野寺隆 - ガッツ石松
謹慎の館（小野寺牧場）経営者。

#### スタッフ
- 原案 - 北海道放送・TBSテレビ『ヤンキー母校に帰る』、義家弘介『不良少年の夢』（光文社刊）『ヤンキー母校に生きる』（文藝春秋刊）
- 脚本 - 飯野陽子、いずみ吉紘
- 演出 - 今井夏木、三城真一、加藤新、山室大輔
- 音楽 - 遠藤幹雄
- 主題歌 - 奥田美和子「青空の果て」（BMG JAPAN）
- 音楽プロデューサー - 志田博英
- 音楽協力 - 日音
- 演出補 - 山室大輔、武藤淳、村田淳志、山本剛義、近藤幸子、高橋智
- プロデュース補 - 村田淳志、遠藤正人、鎌田敏明
- プロデュース - 伊與田英徳（TBS）、河野啓（北海道放送）
- 協力 - 北星学園余市高等学校、タカハシレーシング、緑山スタジオ・シティ、東通、せいさく者
- 制作協力 - 北海道放送
- 制作 - TBSエンタテインメント
- 製作著作 - TBS

#### 放送日程
| 各話                                                       | 放送日         | サブタイトル | 脚本       | 演出            | 視聴率 |
| ---------------------------------------------------------- | -------------- | ------------ | ---------- | --------------- | ------ |
| vol.1                                                      | 2003年10月10日 | 涙の編入式   | 飯野陽子   | 今井夏木        | 15.4%  |
| vol.2                                                      | 2003年10月17日 | 非常事態     | 飯野陽子   | 今井夏木        | 10.1%  |
| vol.3                                                      | 2003年10月24日 | 壊れた絆     | 飯野陽子   | 三城真一        | 13.3%  |
| vol.4                                                      | 2003年10月31日 | 死ぬな!!     | 飯野陽子   | 加藤新          | 13.7%  |
| vol.5                                                      | 2003年11月07日 | 心のカギ     | いずみ吉紘 | 山室大輔        | 15.4%  |
| vol.6                                                      | 2003年11月14日 | 謹慎処分     | 飯野陽子   | 今井夏木        | 12.3%  |
| vol.7                                                      | 2003年11月21日 | 涙の妊娠     | いずみ吉紘 | 加藤新          | 11.1%  |
| vol.8                                                      | 2003年11月28日 | 大麻の嵐     | 飯野陽子   | 三城真一        | 11.5%  |
| vol.9                                                      | 2003年12月05日 | 学校の死     | 飯野陽子   | 加藤新          | 11.3%  |
| 最終話                                                     | 2003年12月12日 | 俺の夢       | 飯野陽子   | 加藤新 今井夏木 | 14.2%  |
| 平均視聴率 12.8%（視聴率は関東地区・ビデオリサーチ社調べ） |                |              |            |                 |        |

- 初回は15分拡大放送（22:00 - 23:09）。

#### 関連商品
DVD
- ヤンキー母校に帰る DVD-BOX（2004年2月25日発売、TBS）
- ヤンキー母校に帰る DVD 1〜5（2004年2月25日発売、TBS）

サウンドトラック
- ヤンキー母校に帰る オリジナル・サウンドトラック（2003年11月26日発売、BMG JAPAN）

| TBS系 金曜ドラマ                    | TBS系 金曜ドラマ                               | TBS系 金曜ドラマ                       |
| 前番組                              | 番組名                                         | 次番組                                 |
| ----------------------------------- | ---------------------------------------------- | -------------------------------------- |
| Stand Up!! （2003.7.4 - 2003.9.12） | ヤンキー母校に帰る （2003.10.10 - 2003.12.12） | 奥さまは魔女 （2004.1.16 - 2004.3.26） |

### スペシャルドラマ
『ヤンキー母校に帰る〜旅立ちの時 不良少年の夢』のタイトルで、2005年3月27日に、櫻井翔主演で吉森真也（竹野内豊）の生徒時代を描いた特別編として放送された。
本作では、櫻井翔演じる主人公と、余貴美子演じる教諭を実名にしている。視聴率は16.6%。2005年8月27日にDVD発売。

#### キャスト（スペシャル版）
- 義家弘介 - 櫻井翔（嵐）
- 高橋紀之 - 松田翔太
- 金井志穂 - 原田夏希
- 向井敬二 - 風間俊介（当時ジャニーズJr.）
- 和泉衛 - 木村了
- 伊賀上直樹 - 平泉成
- 小野寺隆 - ガッツ石松
- 桜庭貞雄 - 西川きよし（特別出演）
- 義家俊夫 - 大和田獏
- 高橋仁一 - 蟹江敬三
- 金井小夜子 - 市毛良枝
- 安達俊子 - 余貴美子
- 岩崎達 - 原田芳雄
- 松澤一之

#### スタッフ（スペシャル版）
- 原作 - 義家弘介『不良少年の夢』（光文社刊）
- 脚本 - 飯野陽子
- 演出 - 荒井光明
- 演出補 - 武藤淳、森嶋正也、小松真一
- 音楽 - 遠藤幹雄
- 音楽プロデューサー - 志田博英
- 音楽協力 - 日音
- プロデュース - 伊與田英徳
- 協力 - 北星学園余市高等学校、東放学園専門学校、緑山スタジオ・シティ、東通、タカハシレーシング
- 制作 - TBSエンタテインメント
- 製作著作 - TBS